# Chinatown (pel·lícula)
Chinatown és una pel·lícula estatunidenca dirigida per Roman Polanski, estrenada el 1974 i guanyadora d'un Oscar. La pel·lícula està rodada al barri xinès de Los Angeles, i inclou localitzacions com Echo Park, Avalon, el restaurant Brown Derby i Mar Vista Rest Home.

## Argument
Exponent clar de l'anomenat cinema negre, l'acció té lloc a Los Angeles als anys 1930 en plena sequera. El detectiu privat Jake Gittes (Jack Nicholson) és contractat per una dona que es presenta com a Sra. Mulwray (Diane Ladd) per seguir el seu marit, sospitós d'adulteri, i enginyer de l'empresa d'aigües de la ciutat. Aviat Mulwray és trobat mort, ofegat. Gittes continua llavors la seva investigació, en la qual res no és senzill i on tothom fa un doble joc, descobreix que la dona que l'ha contractat no és la vertadera Sra. Mulwray. 

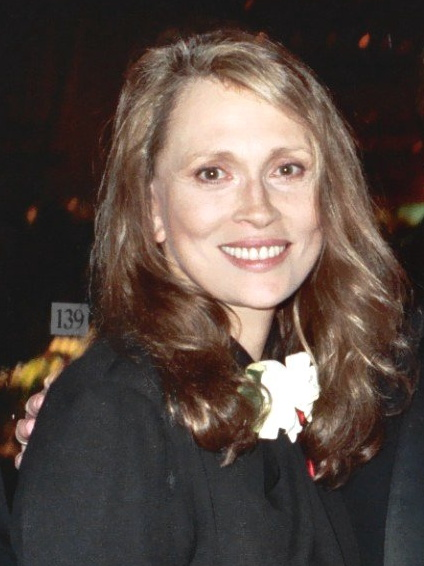
Faye Dunaway, protagonista de la pel·lícula.

 S'apassiona aleshores per Evelyne Mulwray (Faye Dunaway), la vertadera dona de l'enginyer, i segueix les seves investigacions malgrat les diverses amenaces d'assassins professionals fins al descobriment de la veritat.
L'actuació de Nicholson, evocador de tants papers Bogart, brilla i lliga amb el paper de Faye Dunaway. A més, la banda sonora imita el ritme tranquil de la pel·lícula. Simplement és una obra esplèndida. Tots els components essencials d'una pel·lícula mestra són a lloc. Potser l'únic problema amb la pel·lícula és que es filmava en color, amb la qual cosa no es pot veure un tret important del cinema negre: els contrastos entre llum i foscor, entre el blanc i el negre.
Roman Polanski ha dit que la fotografia en blanc i negre és un accident de la tecnologia i prefereix fer servir el color.

## Repartiment
- Jack Nicholson: J.J. Gittes
- Faye Dunaway: Evelyn Mulwray
- John Huston: Noah Cross
- Perry Lopez: tinent Lou Escobar
- Roman Polanski: l'home del ganivet
- Diane Ladd: Ida Sessions

## Guardons

### Premis[1]
- 1975: Oscar al millor guió original per Robert Towne[2]
- 1975: Globus d'Or a la millor pel·lícula dramàtica
- 1975: Globus d'Or al millor director per Roman Polański
- 1975: Globus d'Or al millor actor dramàtic per Jack Nicholson
- 1975: Globus d'Or al millor guió per Robert Towne
- 1975: BAFTA a la millor direcció per Roman Polanski
- 1975: BAFTA al millor actor per Jack Nicholson
- 1975: BAFTA al millor guió per Robert Towne

### Nominacions[calcitació]
- 1975: Oscar a la millor pel·lícula per Robert Evans[2]
- 1975: Oscar al millor director per Roman Polański[2]
- 1975: Oscar al millor actor per Jack Nicholson[2]
- 1975: Oscar a la millor actriu per Faye Dunaway[2]
- 1975: Oscar a la millor direcció artística per Bill MacSems[2]
- 1975: Oscar a la millor fotografia per John A. Alonzo[2]
- 1975: Oscar a la millor banda sonora per Jerry Goldsmith[2]
- 1975: Oscar al millor muntatge per Jerry Goldsmith[2]
- 1975: Oscar al millor so per Bob Cornett[2]
- 1975: Oscar al millor vestuari per Anthea Sylbert[2]
- 1975: Globus d'Or a la millor actriu dramàtica per Faye Dunaway
- 1975: Globus d'Or a la millor banda sonora original per Jerry Goldsmith
- 1975: Globus d'Or al millor actor secundari per John Huston
- 1975: BAFTA a la millor pel·lícula
- 1975: BAFTA a la millor actriu per Faye Dunaway
- 1975: BAFTA al millor actor secundari per John Huston
- 1975: BAFTA a la millor fotografia per John A. Alonzo
- 1975: BAFTA a la millor música per Jerry Goldsmith
- 1975: BAFTA al millor disseny de producció per Richard Sylbert
- 1975: BAFTA al millor vestuari per Anthea Sylbert
- 1975: BAFTA al millor muntatge per Sam O'Steen